# دودوجيرا
دودوجيرا (بالإنجليزية: Dudugera)‏ الشمس في أساطير ميلانيزيا (في الجزء الجنوبي الغربي من المحيط الهادی، شمال شرق استراليا) طبقا لأسطورة أخذتها من غينيا الجديدة، تقول الأسطورة: إن امرأة كانت تلعب مع سمكة، لكن السمكة حكَّت ساق المرأة فتورمت وانتفخت، وعندما هبط هذا الانتفاخ خرج منه الطفل، دودوجيرا، ولم يكن هذا الطفل - حتی بعد نموه - يلعب قط مع أقرانه، وذات يوم حضر جده (سمكة كبيرة) وأخذه معه. وقبل رحيله طلب من أمه وأقاربه الاختباء وراء صخرة كبيرة، لأنه سوف يتسلق شجرة ليصعد إلى السماء ليصبح الشمس. ففعلوا كما طلب وعندما أصبح دودوجيرا شمسا أحرق بأشعته الحارة كل الحياة النباتية والحيوانية على الأرض، إلى أن ألقت أمه في وجهه بعضا من عصير الليمون، منذ ذلك اليوم ظهرت السحب وخففت حرارة الشمس عن الأرض.